# Patkányok (Agatha Christie-színdarab)
A Patkányok (Rats) Agatha Christie egyik 1961-es egyfelvonásos színdarabja. Része az Ökölszabály (Rule of Thumb) Agatha Christie-színdarabkollekciónak, mely három egyfelvonásos darabból  áll: Darázsfészek (The Wasp's Nest), Patkányok (Rats) és A páciens (The Patient).
Ezentúl része a Hármasszabály (The Rule of Three) című színdarabgyűjteménynek, mely a következő három egyfelvonásos darabból áll: Tengerparti délután (Afternoon at the Seaside), Patkányok (Rats) és A páciens (The Patient).
A Hármasszabály ősbemutatóját 1961-ben tartották, mely előbb körbeturnézta az Egyesült Királyságot, s végül 1962-ben a West Enden, a Duchess Theatre-ben talált magának otthonra.
Színpadon Magyarországon még nem került bemutatásra.

## Szereplők
- Sandra Grey
- Jennifer Brice
- David Forrester
- Alex Hanbury

## Szinopszis
Sandra Grey-t, és David Forrestert partira hívják egy londoni bérházba. A lakásban azonban egy lélek sincs, a vendégségnek pedig se híre, se hamva. Miután még az ajtót is rájuk zárják, elvágva őket minden menekülési lehetőségtől, egyre nyilvánvalóbbá válik, hogy valaki tud kettőjük viszonyáról, és a nagy leleplezésre készül. Vajon John az, Sandra férje? Vagy Alec, Sandra exférjének barátja?
Hamarosan azonban kiderül, hogy más miatt is aggódhatnak, ugyanis egy ládában David egy holttestet talál, és mindkettejüknek volt rá indítéka, hogy meggyilkolja, hiszen az áldozat nem más, mint John. Ráadásul korábban Alec – akarva, vagy akaratlanul? – fondorlatos módon megtapintatta velük a gyilkos fegyvert, melyet aztán véletlenül kiejtett az erkélyről, mielőtt elment. A két gyanúsított így csapdába kerül egy üres lakásban, összezárva egy holttesttel, míg a rendőrség már valószínűleg úton van.
Miközben az egérutat és a magyarázatot keresik, a pánikba esett Sandra kitálal: beismeri, hogy ő ölte meg az exférjét, Barryt. Ekkor érkezik meg a rendőrség is, és Sandra ezúttal már nem menekülhet az igazságszolgáltatás elől.
David azonban az utolsó pillanatban meghökkentő megjegyzést ejt el: lehet, hogy John holtteste nem is volt a ládában, és az egész csupán egy blöff volt, hogy Sandrát csőbe húzza? Agatha Christie a válasz eldöntését már a nézőkre bízza.